# Czesław Point
Der Czesław Point (polnisch Przylądek Czesława) ist eine Landspitze an der Nordküste von King George Island im Archipel der Südlichen Shetlandinseln. Sie erstreckt sich nordnordöstlich des Miłosz Point vom Brimstone Peak zwischen der Venus Bay und der Emerald Cove in nördlicher Richtung.
Polnische Wissenschaftler benannten sie 1984 nach dem polnischen Dichter und Nobelpreisträger Czesław Miłosz (1911–2004).